# Aborted
Aborted – utworzona przez wokalistę Svena de Caluwé w 1995 roku belgijska grupa grająca brutal death metal.

## Muzycy
| Obecny skład zespołu - Sven "Svencho" de Caluwé – wokal (od 1995) - Eran Segal – gitara (od 2009) - Mike Wilson – gitara (od 2011) - J.B. Van Der Wal – gitara basowa (od 2011) - Ken Bedene – perkusja (od 2009) Muzycy koncertowi - Étienne Gallo – perkusja (2006) - Dave Haley – perkusja (2006) - Matan Shmuely – perkusja (2006) - Ariën van Wesenbeek – perkusja (2007) - Dirk Verbeuren – perkusja (2003–2004, 2009–2011) |  | Byli członkowie zespołu - Niek Verstraete – gitara (1997–2002) - Christophe Herreman – gitara (1998–2000) - Thijs De Cloedt – gitara (2000–2006) - Bart Vergaert – gitara (2002–2005) - Stephane Soutreyard – gitara (2005–2006) - Matty Dupont – gitara (2006) - Sebastien "Seb Purulator" Tuvi – gitara, wokal (2006–2009) - Peter Goemaere – gitara (2007–2009), gitara basowa (2006–2007) - Koen Verstraete – gitara basowa (1997–2002) - Frederik Vanmassenhove – gitara basowa (2002–2006) - Olivia Scemama – gitara basowa (2006) - Sven "Svenchi" Janssens – gitara basowa (2007–2009) - Steven Logie – perkusja (1997–1998) - Frank Rousseau – perkusja (1998–2003) - Gilles Delecroix – perkusja (2004–2006) - Dan Wilding – perkusja (2007–2009) - Ken Sorceron – gitara (2009–2011) - Cole Martinez – gitara basowa (2009–2011) |

## Dyskografia
| 1999                           | The Purity of Perversion - Data: maj 1999 - Wydawca: Uxicon Records                                  | —  | —  | —   | —  | —   |                  |
| 2001                           | Engineering the Dead - Data: 2 lipca 2001 - Wydawca: Listenable Records                              | —  | —  | —   | —  | —   |                  |
| 2003                           | Goremageddon: The Saw and the Carnage Done - Data: 22 kwietnia 2003 - Wydawca: Listenable Records    | —  | —  | —   | —  | —   |                  |
| 2005                           | The Archaic Abattoir - Data: 17 kwietnia 2005 - Wydawca: Listenable Records                          | —  | —  | —   | —  | —   |                  |
| 2007                           | Slaughter & Apparatus: A Methodical Overture - Data: 19 lutego 2007 - Wydawca: Century Media Records | —  | —  | —   | —  | —   |                  |
| 2008                           | Strychnine.213 - Data: 20 czerwca 2008 - Wydawca: Century Media Records                              | —  | —  | —   | —  | —   |                  |
| 2012                           | Global Flatline - Data: 20 stycznia 2012 - Wydawca: Century Media Records                            | 27 | —  | —   | —  | —   | - USA: 1,3 tys.+ |
| 2014                           | The Necrotic Manifesto - Data: 28 kwietnia 2014 - Wydawca: Century Media Records                     | 4  | 92 | 150 | 44 | 200 | - USA: 2,0 tys.+ |
| 2016                           | Retrogore - Data: 22 kwietnia 2016 - Wydawca: Century Media Records                                  | 4  | 64 | 59  | —  | 184 | - USA: 2,5 tys.+ |
| "—" pozycja nie była notowana. | |    |    |     |    |     |                  |

| Rok  | Tytuł                                                                             |
| ---- | --------------------------------------------------------------------------------- |
| 2004 | The Haematobic - Data: 24 maja 2004 - Wydawca: Listenable Records                 |
| 2010 | Coronary Reconstruction - Data: 14 stycznia 2010 - Wydawca: Century Media Records |
| 2014 | Scriptures of the Dead - Data: marzec 2014 - Wydawca: Century Media Records       |

| Rok  | Tytuł                                                     |
| ---- | --------------------------------------------------------- |
| 1998 | The Necrotorous Chronicles (demo)                         |
| 1998 | The Splat Pack (demo)                                     |
| 2000 | Aborted / Christ Denied (split)                           |
| 2002 | Created to Kill (split)                                   |
| 2003 | Deceased in the East / Extirpated Live Emanations (split) |
| 2006 | The Auricular Chronicles (DVD)                            |